# Tell Me I’m Pretty
Tell Me I’m Pretty ist das 4. Studioalbum der amerikanischen Rockband Cage the Elephant. Es erschien am 8. Dezember 2015, nachdem es am 5. Oktober desselben Jahres im Internet angekündigt wurde. Die Aufnahmen fanden im Frühling 2015 in den Easy Eye Sound Studios in Nashville, Tennessee, statt.
Am 29. Oktober 2015 wurde der Song Mess Around vorab als Single ausgekoppelt; das zugehörige Musikvideo enthält Szenen aus Georges Méliès’ Film Die Reise zum Mond von 1902.
Die Songs Trouble sowie Too Late to Say Goodbye wurden ebenfalls vor Erscheinen des Albums zum Download angeboten.

## Titelliste
1. Cry Baby – 4:07
2. Mess Around – 2:53
3. Sweetie Little Jean – 3:44
4. Too Late to Say Goodbye – 4:12
5. Cold Cold Cold – 3:34
6. Trouble – 3:45
7. How Are You True – 4:40
8. That’s Right – 3:52
9. Punchin’ Bag – 3:47
10. Portuguese Knife Fight – 3:37

## Rezeption
Das Album wurde von der Kritik generell positiv aufgenommen.
So verzeichnet es bei Metacritic einen Metascore von 73 und einen User Score von 8,2.
Laut.de urteilte mit Tell Me I'm Pretty sei der Band ein „durchaus starkes, abwechslungsreiches Album geglückt“.
Der englischsprachige Rolling Stone vergab 3,5 von 5 Sternen.
"On their fourth album, Kentucky band Cage the Elephant refurbish mid-Sixties retro-rock with a 21st-century studio vividness [...]These guys aren't just reliving classic sounds, they're giving them a frantic sense of dread that's perfect for our own dislocated, paranoid times."